# Febres (Cantanhede)
Febres ist eine Gemeinde (Freguesia) im portugiesischen Kreis Cantanhede. In ihr leben 3036 Einwohner (Stand 19. April 2021). Den Namen („Fieber“) trägt die Stadt aufgrund der früheren Malariaverseuchung der feuchten Region. Hier entwickelte sich im 17. Jahrhundert ein Marienkult, der zur Heilung der Fieber beitragen sollte. 

## Persönlichkeiten
Von 1923 bis 1949 lebte hier der Dichter und Romancier Carlos de Oliveira.